# شاهزاده ادوارد، دوک کنت

شاهزاده ادوارد، دوک کنت (به انگلیسی: Prince Edward, Duke of Kent) از اعضای خانواده سلطنتی بریتانیا است. او پسر شاهزاده جورج، دوک کنت و پسرعموی ملکه الیزابت دوم است. همچنین مادر وی شاهدخت مارینای یونان و دانمارک دخترعموی شاهزاده فیلیپ، دوک ادینبرو شوهر ملکه الیزابت دوم بود. او چهل و یکمین نفر در صف جانشینی تاج‌وتخت بریتانیا است.
او از شش سالگی و پس از مرگ پدرش در سقوط هواپیما در سال ۱۹۴۲ عنوان دوک کنت را داشته‌است. او به نیابت از ملکه در مراسم مختلفی حضور می‌یافت. او به عنوان رئیس باشگاه تنیس و کروکت انگلستان جوایز قهرمان و نایب قهرمان ویمبلدون را اهدا می‌کند و تا سال ۲۰۰۱ نماینده ویژه بریتانیا برای تجارت و سرمایه‌گذاری بین‌المللی بود. او رئیس مؤسسه سلطنتی بریتانیای کبیر و استاد اعظم لژ بزرگ متحد انگلستان است.